# Pauli Arbarei
Pauli Arbarei è un comune italiano di 527 abitanti della provincia del Medio Campidano, nella subregione storica della Marmilla.

## Geografia fisica

### Territorio
Il centro abitato sorge a 140 metri sopra il livello del mare, ma il territorio di Pauli risulta compreso tra i 113 e i 239 metri, con un'escursione altimetrica complessiva di 126 metri.

## Origini del nome
Il toponimo compare nella dizione dialettale come  “paui arbaare”, che riflette la denominazione presente negli atti più lontani, come il trattato di pace del 1388. Pauli Arbarei è contemporanea all'altro toponimo in dialetto Paui çiçamus  (ambedue i toponimi derivano da una palude tra le due ville). Tale palude fu prosciugata in età contemporanea a iniziativa dei nobili Francesco Maria ed Emanuele Paderi, che l’acquisirono dal demanio. Arbarei sta per Arborea, o anche salmastra. Secondo qualche studioso, l’aggiunta “Arbarei” è dovuta ai molti alberi da cui era circondato l’abitato. La contemporanea "Pauli Sitzamus",(cis-Palmas, oltre le palme) rimase deserta nel 1728. Nel sito segnato sulle mappe catastali del XIX secolo sono ancora indicati i ruderi.

## Storia
La zona era abitata già in epoca nuragica, per la presenza di numerosi villaggi nuragici. Dal numero di sepolture si ritiene che nel nuraghe bruncu mannu abitassero fino a 300 persone.

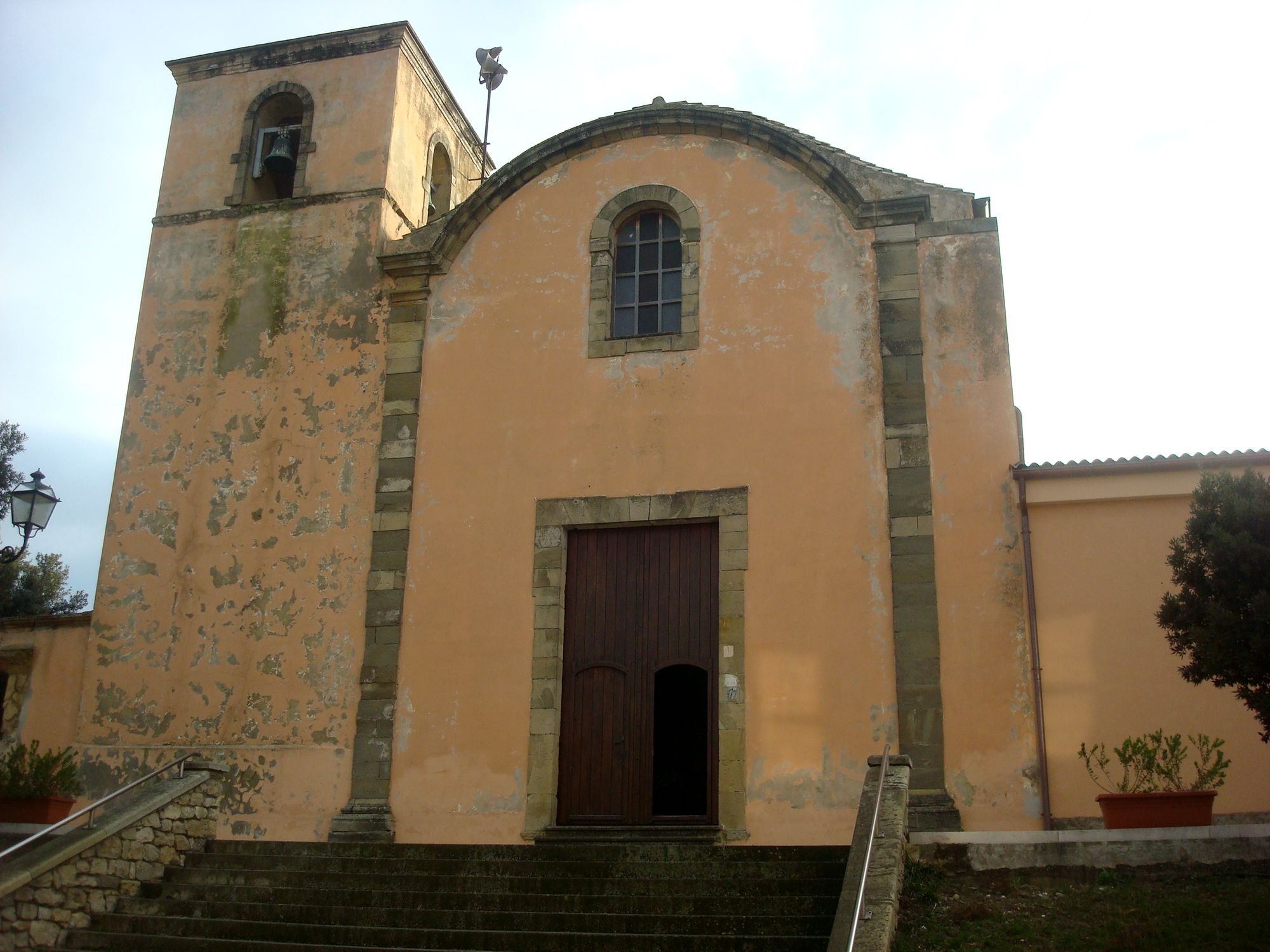
Chiesa di S. Vincenzo

In epoca medioevale appartenne al Giudicato di Arborea e fece parte della curatoria di Marmilla. Alla pace di Arborea risultano firmatari alcuni probi uomini di Sitzamus e di Pauli Arbarei. Alla caduta del giudicato (1410) entrò a far parte del Marchesato di Oristano.
In seguito al fallimento della rivolta antiaragonese di Leonardo Alagon, ultimo marchese di Oristano, dopo la battaglia di Macomer (1478) tutta l'area passò sotto il dominio aragonese. In epoca aragonese fece parte dell'Incontrada di Parte Montis, appartenente alla contea di Quirra, feudo dei Carroz. La Chiesa di Pauli Arbarei fu per alcuni secoli mensa vescovile, tant'è vero che la parrocchia venne retta da un vicario. Nel 1603 la contea divenne un marchesato, feudo dei Centelles. In periodo sabaudo, nel 1798, passò agli Osorio de la Cueva, in possesso dei quali rimase fino al 1839 quando fu riscattato in seguito alla soppressione del sistema feudale. Il territorio è ricco e lo dimostrano i quattro edifici di culto di cui si ha traccia: la parrocchiale di San Vincenzo, la Chiesa di San Sebastiano, divenuta poi Monte Granatico; la chiesa di Sant'Agostino, ancora adibita al culto; la chiesa di Sant'Elena, distrutta, diventata una abitazione privata. Esistono poi i ruderi della chiesa di Santa Maria che si presume fosse la cappella di un monastero. Al centro dell'abitato si trova l'ex convento di frati Vincenziani, verosimilmente soppresso nella seconda metà del diciannovesimo secolo. Fin dal 1500 risiedono in questo Comune svariate famiglie nobili, in particolare gli Usai e i Debosa.
L'esistenza del borgo è attestata nei documenti fino alla seconda metà del Settecento.

### Simboli
Lo stemma e il gonfalone del comune di Pauli Arbarei sono stati concessi con decreto del presidente della Repubblica del 9 gennaio 2001.
Il gonfalone è un drappo troncato di rosso e d'azzurro.

## Società

### Evoluzione demografica
Abitanti censiti

### Lingue e dialetti
La variante del sardo parlata a Pauli Arbarei è il campidanese occidentale.

## Economia
Le attività occupazionali principali sono l'agricoltura e la pastorizia. Risultano insistere sul territorio del comune un'attività industriale con 3 addetti, pari al 2,46% della forza lavoro occupata, 10 attività di servizio, con il 21,31% della forza lavoro occupata, altre 17 attività di servizio con 53 addetti, pari al 43,44% della forza lavoro occupata e 9 attività amministrative con 40 addetti, pari al 32,79% della forza lavoro occupata.